# Arno Kuijlaars

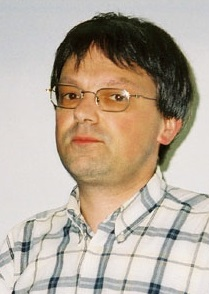
Kuijlaars in de KU Leuven

Arnoldus Bernardus Jacobus Kuijlaars (1963) is een Nederlands wiskundige, vooral bekend vanwege zijn bijdrage met betrekking tot de approximatietheorie. In 1998 kreeg Kuijlaars hiervoor de driejaarlijkse Popov-prijs. Zijn onderzoek over eigenwaarden van random matrices en andere puntprocessen heeft internationale bekendheid. 
Kuijlaars studeerde wiskunde aan de Technische Universiteit Eindhoven en promoveerde aan de Universiteit Utrecht. Tegenwoordig is hij gewoon hoogleraar aan de Katholieke Universiteit Leuven.
In 2011 werd hij benoemd tot correspondent van de KNAW.